# Resta in Ascolto
Resta in Ascolto é o oitavo álbum de estúdio da artista musical italiana Laura Pausini, cujo lançamento ocorreu em 22 de outubro de 2004, através da Warner Music e Atlantic Records. O disco contou com a direção executiva de Gabriele Parisi e de sua intérprete, que iniciou sua criação em 2002, dois anos antes de sua distribuição, após o desempenho fraco de From the Inside e o rompimento de um relacionamento amoroso. O seu repertório padrão possui em sua totalidade onze faixas, as quais foram inspiradas em temas diversos, incluindo, no caso de "Dove l'aria è polvere", a Guerra do Iraque.
O álbum apresenta um desprendimento do romantismo presente em materiais anteriores e mostra uma imagem diferente e mais "agressiva" e madura de Pausini, tendo recebido em geral comentários positivos da crítica especializada. Assim como trabalhos anteriores, este também teve uma versão adaptada para o espanhol denominada Escucha. Voltada especialmente para a América Latina e Espanha, a variante destacou-se por receber inúmeras premiações, dentre as quais as mais notáveis foram o Grammy Latino e o Grammy Awards, tornando Pausini a primeira e única artista feminina italiana a conquistar tais premiações, o álbum atingiu mais de 6 milhões de cópias vendidas mundialmente.
O primeiro single do registro, "Resta in ascolto", obteve um bom desempenho, liderando a tabela italiana por quatro semanas consecutivas. O segundo, "Vivimi" (em sua versão espanhola), conseguiu estabelecer-se entre os dez primeiros postos da Latin Songs e da Latin Pop Songs, ambas tabelas estadunidenses publicadas pela Billboard. As duas últimas faixas de trabalho do disco foram sucessivamente "Come se non fosse stato mai amore" e "Benedetta passione". Como forma de divulgação do material, Pausini embarcou em sua quarta turnê, World Tour '05 (2005), cuja uma das apresentações ocasionou o álbum ao vivo Live in Paris 05.

## Antecedentes
Em outubro de 2001, mais de um ano após o lançamento de Tra te e il mare (2000), seu quinto disco de inéditas e o primeiro a receber uma indicação ao Grammy Latino, a cantora decide reunir seus maiores sucessos até a data em The Best of Laura Pausini: E ritorno da te; regravou alguns de seus anteriores êxitos e incluiu temas novos para o disco. Para promover a compilação em conjunto com Tra te e il mare, Pausini lançou-se entre 2001 e 2002 em uma turnê em escala mundial, que resultou em seu primeiro álbum de vídeo ao vivo. E, depois de concluí-la, a artista demonstrou interesse pelo mercado fonográfico em língua inglesa: em novembro de 2002 foi lançado seu primeiro disco no idioma intitulado From the Inside. A tentativa, bem recebida pela crítica, não obteve o resultado esperado, tendo registrado as vendas mais baixas da cantora em comparação com trabalhos antecessores. O fracasso comercial do trabalho a fez retornar para a Itália, onde começou a elaborar o disco sucessor.

## Composição e temas
Escrevi muito enquanto me recuperava de uma grande decepção amorosa. Eu precisava me abrir, chorar, colocar para fora todo o meu sofrimento.

— Pausini sobre a motivação para a criação o disco.
A cantora descreveu o álbum como "um tratado de liberdade". Complementou também que "a letra e a música das canções são como um orgasmo". Seus temas em geral deixam para trás os textos românticos que marcaram a carreira de Pausini desde o início. A sua criação foi iniciada cerca de dois anos antes da sua publicação, logo após o fim do relacionamento amoroso de Laura, o qual gerou-lhe uma "grande fase de depressão".
"La prospettiva di me" abre o disco falando sobre sua vontade de independência e de autonomia; de "como às vezes na vida é necessário colocar um ponto e começar de novo". "Vivimi" é a primeira balada do disco e a mais fiel ao tradicional estilo de Laura, por ser melódica e íntima. A faixa-título é uma canção de amor, caracterizada por uma forte energia e por uma leve sutileza de rock. "Il tuo nome in maiuscolo" trata sobre encontrar a "pessoa certa", mesmo "temendo não amá-la"; "Benedetta passione" é sobre momentos que levam a lembrar um amor que não faz tão bem.
"Come se non fosse stato mai amore" demonstra a raiva, amargura e desilusão da intérprete. "Così importante" é a respeito de um "grande desejo de recomeçar". "Parlami" retoma sua antecessora, tratando sobre o temor de perceber o erro tardiamente e "não poder mais recuperar a situação". "Dove l’aria è polvere" traz como tema a Guerra do Iraque: a cantora se mostra contra o conflito, contando a história de Ismail Abbas, um jovem de 12 anos que, por consequência do conflito, perdeu a família e ambos os braços. "Amare veramente" refere-se a confiar novamente no amor. "Mi abbandono a te", diferente do restante das músicas do projeto, não tem como tema o amor, mas sim, a busca pela paz interior.

## Lançamento e divulgação
O lançamento do disco em território italiano ocorreu em 22 de outubro de 2004. A versão em língua espanhola do disco, Escucha, foi liberada em 26  de novembro. O registro também foi disponibilizado em uma edição limitada contendo um DVD com vídeos e entrevistas exclusivas, além de conteúdo exclusivo. Três canções do álbum são assinadas por outros artistas: a estadunidense Madonna escreveu "Like a Flower" inicialmente para Ray of Light (1998), a qual foi descartada e, em seguida, adaptada por Pausini em italiano sob o título "Me abbandono a te"; os conterrâneos Vasco Rossi e Biagio Antonacci são autores respectivamente de "Benedetta passione" e "Vivimi".
O primeiro single do álbum foi a faixa homônima, que estreou na tabela oficial italiana na semana de 7 de outubro de 2004 e manteve-se no primeiro lugar na classificação da FIMI por quatro semanas consecutivas. A obra tornou-se o segundo single da artista a alcançar o topo na Itália, desde sua estreia com "La solitudine" (1993). "Escucha atento", atingiu a terceira posição na Espanha, segundo a Promusicae. Esta versão também entrou em duas tabelas estadunidenses publicadas pela Billboard: Hot Latin Songs, na 17.ª posição, e Latin Pop Songs, na 9.ª posição. "Vivimi" foi escolhida como segunda faixa de trabalho do disco. Atingiu a décima quinta posição na região Valônia da Bélgica e a trigésima oitava na Suíça. "Vívime" entrou nas estadunidenses Hot Latin Songs, Latin Pop Songs e Regional Mexican Songs, sendo que, na primeira citada, permaneceu entre as dez mais executadas de 2005. A variante desta foi tema de abertura da telenovela mexicana La madrastra. As duas últimas músicas que serviram como singles foram, em respectiva ordem, "Come se non fosse stato mai amore" e "Benedetta passione".
Em 30 de janeiro de 2005, Pausini iniciou a World Tour '05, que começou a partir de Ravenna e é realizada em grandes estádios e arenas na Itália, Europa, Estados Unidos, Brasil e Argentina. Em 25 de novembro é lançado o álbum ao vivo Live in Paris 05, gravado ao vivo no Teatro Le Zénith de Paris, em Paris. O álbum foi lançado em duas versões: CD e CD+DVD. A faixa final do álbum é uma versão unplugged de "Víveme", gravada no Teatro Wiltern em Los Angeles. Para promovê-lo foram lançadas as faixas "La prospettiva di me" e "Il tuo nome in maiuscolo".

## Lista de faixas
| N.º            | Título                              | Letras                        | Música                          | Produtor(es)        | Duração |  |
| 1.             | "La prospettiva di me"              | Laura Pausini, Cheope         | Daniel Vuletic                  | Dado Parisini       | 3:05    |  |
| 2.             | "Vivimi"                            | Biagio Antonacci              | Antonacci                       | Parisini            | 3:55    |  |
| 3.             | "Resta in ascolto"                  | Pausini, Cheope               | Vuletic                         | Parisini            | 3:29    |  |
| 4.             | "Il tuo nome in maiuscolo"          | Pausini, Cheope               | Vuletic                         | Parisini            | 3:20    |  |
| 5.             | "Benedetta passione"                | Vasco Rossi                   | Gaetano Curreri, Saverio Grandi | Celso Valli         | 4:12    |  |
| 6.             | "Come se non fosse stato mai amore" | Pausini, Cheope               | Vuletic                         | Valli               | 4:00    |  |
| 7.             | "Così importante"                   | Pausini, Cesare Chiodo        | Chiodo                          | Parisini            | 3:29    |  |
| 8.             | "Parlami"                           | Pausini, Cheope               | Vuletic                         | Valli               | 3:44    |  |
| 9.             | "Dove l'aria è polvere"             | Pausini, Cheope               | Antonio Galbiati                | Parisini            | 3:47    |  |
| 10.            | "Amare veramente"                   | Pausini, Chiodo               | Chiodo                          | Parisini            | 4:00    |  |
| 11.            | "Me abbandono a te"                 | Madonna, Rick Nowels, Pausini | Nowels                          | Nowels, John Themis | 4:43    |  |
| Duração total: | Duração total:                      | Duração total:                | Duração total:                  | Duração total:      | 41:44   |  |

| Edição limitada |                                                            |         |  |
| N.º             | Título                                                     | Duração |  |
| 1.              | "Prendo te" (vídeo musical)                                | 2:16    |  |
| 2.              | "Resta in ascolto" (vídeo musical)                         | 4:07    |  |
| 3.              | "Making of the video Resta in ascolto"                     | 5:20    |  |
| 4.              | "Escucha atento"                                           | 4:07    |  |
| 5.              | "Making of the photoshoot"                                 | 3:33    |  |
| 6.              | "De tu amor" (vídeo musical)                               | 3:54    |  |
| 7.              | "On n'oublie jamais rien, on vit avec" (com Hélène Ségara) | 4:18    |  |
| 8.              | "EPK Italian (Electronic Press Kit)"                       | 14:53   |  |
| 9.              | "EPK English (Electronic Press Kit)"                       | 15:07   |  |
| 10.             | "EPK Spanish (Electronic Press Kit)"                       | 15:48   |  |
| 11.             | "Créditos"                                                 | 0:38    |  |
| Duração total:  | Duração total:                                             | 74:01   |  |

| Versão em espanhol |                                    |                |         |  |
| N.º                | Título                             | Adaptação      | Duração |  |
| 1.                 | "Mi perspectiva"                   | Badia          | 3:05    |  |
| 2.                 | "Víveme"                           | Badia          | 3:55    |  |
| 3.                 | "Escucha atento"                   | Badia          | 3:29    |  |
| 4.                 | "Tu nombre en mayúsculas"          | Badia          | 3:20    |  |
| 5.                 | "Bendecida pasión"                 | Pausini        | 4:12    |  |
| 6.                 | "Como si no nos hubiéramos amados" | León Tristán   | 4:00    |  |
| 7.                 | "Tan importante"                   | Badia          | 3:29    |  |
| 8.                 | "Háblame"                          | Tristán        | 3:44    |  |
| 9.                 | "Donde el aire es ceniza"          | Badia          | 3:47    |  |
| 10.                | "Amar completamente"               | Badia          | 4:00    |  |
| 11.                | "Me abandono a ti"                 | Pausini        | 4:43    |  |
| Duração total:     | Duração total:                     | Duração total: | 41:44   |  |

## Desempenho nas tabelas musicais
Resta in ascolto comercializou na Itália 350.000 cópias, estreando diretamente no 1.º posto do periódico para vendas de discos da Federazione Industria Musicale Italiana (FIMI) e totalizando 88 semanas presente entre as cem primeiras posições, no período compreendido entre outubro de 2004 e setembro de 2006. O álbum foi o décimo quinto mais vendido em território italiano em 2004 e o décimo quarto em 2005. O registro também ficou entre as dez primeiras colocações na Espanha, França, Suíça e Bélgica, entrando ainda nas tabelas de outros países europeus. Nos Estados Unidos, Escucha obteve o décimo lugar no gráfico Latin Pop Albums, e o vigésimo no Latin Albums e Heatseekers Albums, todos publicados pela revista Billboard. A versão italiana do álbum obteve a posição número trinta e um na European Top 100 Albums (Billboard).
| Tabela musical (2004–05)                 | Melhor posição |
| ---------------------------------------- | -------------- |
| Alemanha (Media Control Charts)          | 84             |
| Bélgica (Ultratop 50 de Flandres)        | 69             |
| Bélgica (Ultratop 40 de Valônia)         | 9              |
| Espanha (Promusicae)                     | 3              |
| Estados Unidos (Top Latin Albums)        | 20             |
| Estados Unidos (Latin Pop Albums)        | 10             |
| Estados Unidos (Heatseekers Albums)      | 20             |
| Finlândia (IFPI Finlândia)               | 18             |
| França (SNEP)                            | 7              |
| Itália (FIMI)                            | 1              |
| México (AMPROFON)                        | 11             |
| Países Baixos (MegaCharts)               | 19             |
| Suécia (Sverigetopplistan)               | 22             |
| Suíça (Schweizer Hitparade)              | 2              |
| União Europeia (European Top 100 Albums) | 6              |

| Tabela musical (2004)            | Posição |
| -------------------------------- | ------- |
| Bélgica (Ultratop 40 de Valônia) | 54      |
| França (SNEP)                    | 74      |
| Itália (FIMI)                    | 15      |
| Suíça (Schweizer Hitparade)      | 24      |
| Tabela musical (2005)            | Posição |
| Itália (FIMI)                    | 14      |
| México (AMPROFON)                | 53      |
| Suíça (Schweizer Hitparade)      | 13      |

| País (Empresa)            | Certificação |
| ------------------------- | ------------ |
| Bélgica (BEA)             | Ouro         |
| Colômbia (APDIF Colombia) | Ouro         |
| Espanha (Promusicae)      | Ouro         |
| Estados Unidos (RIAA)     | Platina      |
| França (SNEP)             | Platina      |
| Itália (FIMI)             | 5× Platina   |
| México (AMPROFON)         | Platina      |
| Suíça (IFPI Schweiz)      | 2× Platina   |